# دریاچه مامری
دریاچه مامری (انگلیسی: Lake Mamry) دریاچه‌ای در منطقه دریاچه‌ای مازوری در کشور لهستان است.این دریاچه ۱۰۴ کیلومتر مربع مساحت و حداکثر ۴۴ متر عمق دارد.
این دریاچه ۳۳ جزیره دارد که در مجموع ۲۱۳ هکتار مساحت دارند.
دریاچه مامری یکی از مقصدهای بسیاری از گردشگرانی است که به این منطقه سفر می‌کنند.این دریاچه از طریق کانال مازوری به رود پرگولیا و سپس دریای بالتیک متصل می‌شود.
هم‌چنین شهر گیژتسکو در ساحل این دریاچه واقع شده است.